# Le Jocond
Pour plus de détails, voir Fiche technique et Distribution.
Le Jocond est un film muet français réalisé par Louis Feuillade et sorti en 1914.

## Fiche technique
- Réalisation et scénario : Louis Feuillade
- Société de production : Société des Établissements L. Gaumont
- Pays d'origine : France
- Format : Muet - Noir et blanc - 1,33:1 - 35 mm
- Métrage : 582 mètres
- Genre : Court métrage comique
- Dates de sortie : 
  - France : 13 mars 1914

## Distribution
- Madeleine Guitty
- Charles Lamy
- Suzanne Le Bret
- Mademoiselle Le Brun
- Marcel Lévesque